# Peckiella podocarpus
Peckiella podocarpus (лат.) — вид хищных коротконадкрылых жуков, единственный в составе монотипического рода Peckiella из подсемейства ощупники (Pselaphinae).

## Распространение
Австралия (Северная территория).

## Описание
Мелкие коротконадкрылые жуки—ощупники (Pselaphinae). Длина тела 1,5 мм. Глаза самцов состоят из 25 фасеток. Голова и пронотум микроскульптированы, брюшко гладкое. Вид был впервые описан в 2001 году американским энтомологом профессором Дональдом С. Чандлером (Chandler Donald S.; University of New Hampshire, Durham, Нью-Гэмпшир, США) вместе с таксонами Bellenden monteithi, Mareeba storeyi, Kakadu pecki и другими. Род Peckiella назван в честь канадского колеоптеролога Стюарта Пека (Stewart B. Peck; Карлтонский университет, Оттава, Канада).
Таксон Peckiella podocarpus выделен в отдельный монотипический род Peckiella и отнесён к трибе Pselaphini из подсемейства Pselaphinae.